# (7272) Darbydyar
(7272) Darbydyar est un astéroïde de la ceinture principale.

## Description
(7272) Darbydyar est un astéroïde de la ceinture principale. Il fut découvert le 21 février 1980 à l'Observatoire Kleť par Zdeňka Vávrová. Il présente une orbite caractérisée par un demi-grand axe de 2,78 UA, une excentricité de 0,10 et une inclinaison de 9,6° par rapport à l'écliptique.

## Compléments